# Labrador (oblast)

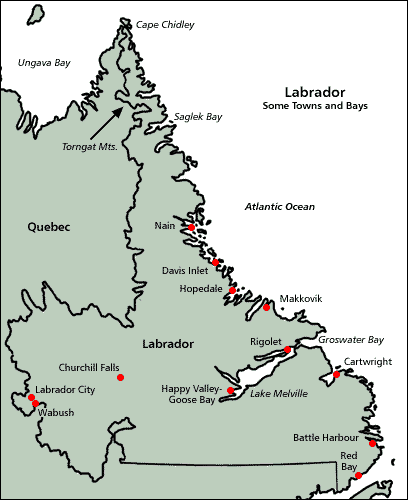
Mapa Labradoru

Labrador je název oblasti na východním pobřeží Kanady. Společně s ostrovem Newfoundland tvoří kanadskou provincii Newfoundland a Labrador. Labrador (někdy také označovaný jako labradorské pobřeží) je součástí rozsáhlejšího poloostrova Labrador, který je ze severu a západu je omýván Hudsonovým zálivem a z východu Labradorským mořem (z části jihu ho omývá Atlantský oceán), na jihozápadě je spojen s kanadskou pevninou. Kolem roku 1000 ho osidlovali Vikingové, kteří pak své kolonizované osady zbourali a vyplenili. Některá města však stojí dodnes, např. Makkovík nebo Nain.

## Stručná historie
- 11. století : Pravděpodobně jej navštívil viking Leifr Eiríksson
- 1492: Spatřil jej João Fernandes Lavrador
- 1498: Navštívil jej John Cabot
- 1500: Navštívil jej Gaspar Corte-Real
- 1534: Navštívil jej Jacques Cartier
- 1763: Ze součásti původně francouzské kolonie Kanada se stává částí britské kolonie Newfoundland podle Pařížské dohody.
- 1774: Labrador je přičleněn (společně s ostrovy Anticosti a Magdaleniny ostrovy) ke Quebecu.
- 1791: Labrador se stává částí dolní Kanady, když je Quebec rozdělen na dvě kolonie.
- 1809: Labrador (od mysu Chidley k ústí řeky Saint-Jean River) je přičleněn zpět k Newfoundlandu.
- 1825: Severní pobřeží Zálivu svatého Vavřince západně od Blanc-Sablon a jižně od 52° severní šířky je odděleno od Labradoru a přičleněno zpět k Dolní Kanadě.
- 1927: Hraniční spory ustávají.
- 1949: Labrador se stává částí Kanady, když se Newfoundland připojil ke konfederaci.
- 2001: Provincie změnila název na Newfoundland a Labrador.